# Île-de-Batz

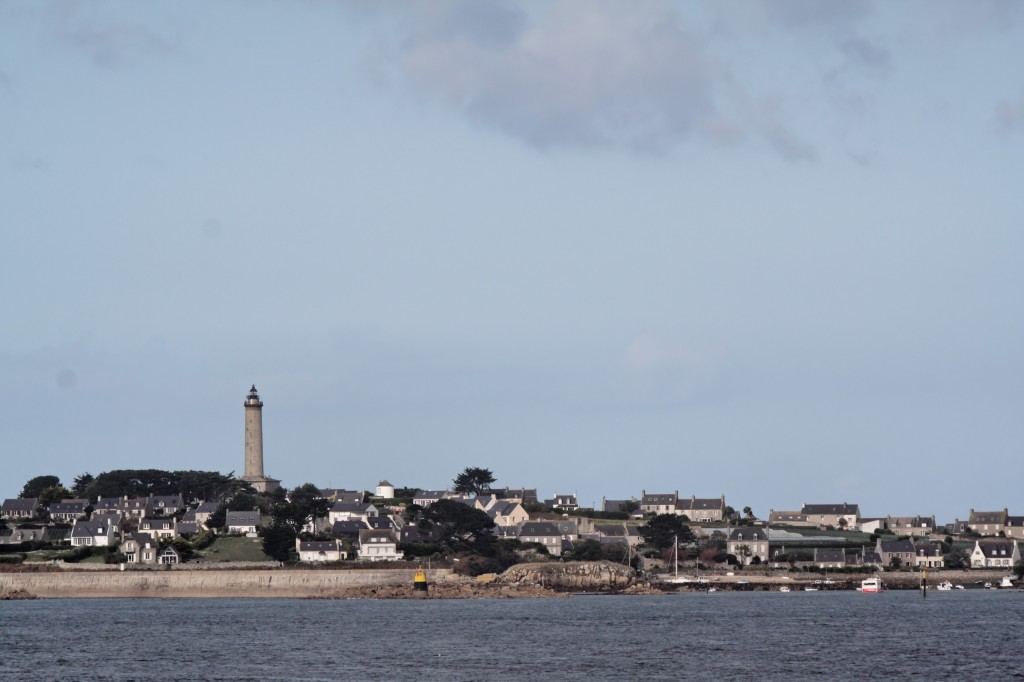
Vista de la localidad, Île-de-Batz

La isla de Batz (en francés: Île-de-Batz; en bretón: Enez-Vaz) es una pequeña isla costera francesa del litoral atlántico, situada en la región de Bretaña, departamento de Finisterre, en el distrito de Morlaix y cantón de Saint-Pol-de-Léon. Es también, con su nombre original en francés, Île-de-Batz, una comuna  y una localidad.

## Demografía
| 1059 | 956 | 807 | 744 | 746 | 575 |
| Para los censos de 1962 a 1999 la población legal corresponde a la población sin duplicidades (Fuente: INSEE [Consultar]) |     |     |     |     |     |